# Jelenov (Čáslavsko)
Jelenov (německy Hirschental) je malá vesnice, část obce Čáslavsko v okrese Pelhřimov. Nachází se asi 1,5 km na severozápad od Čáslavska. Ve 20. a 30. letech 18. stol. zde byla významná sklárna rodů Adler, Nachtman a Eisner. V roce 2009 zde bylo evidováno 13 adres. V roce 2001 zde trvale žilo 7 obyvatel.
Jelenov leží v katastrálním území Čáslavsko o výměře 6,66 km2.

## Galerie

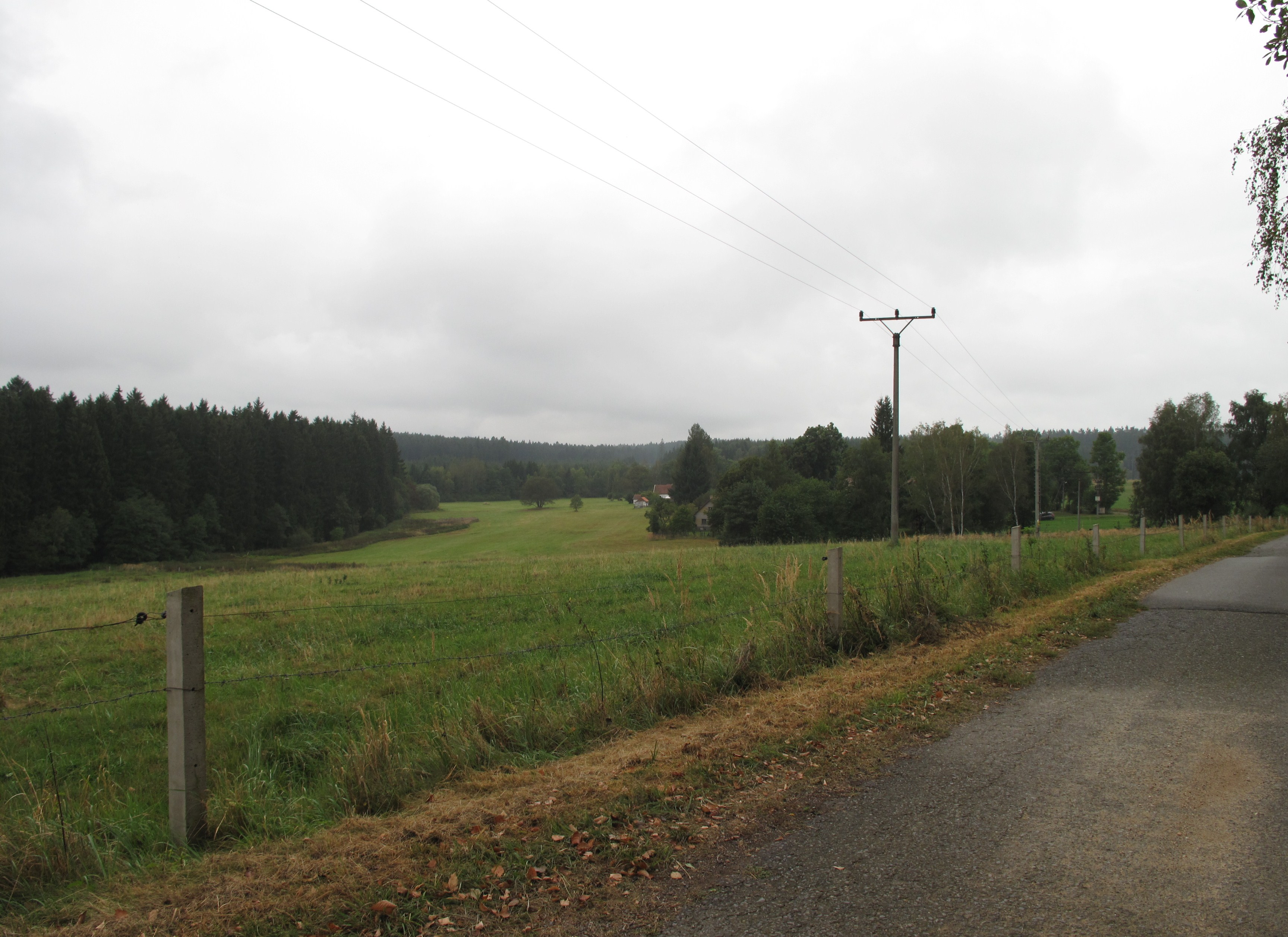
Pohled
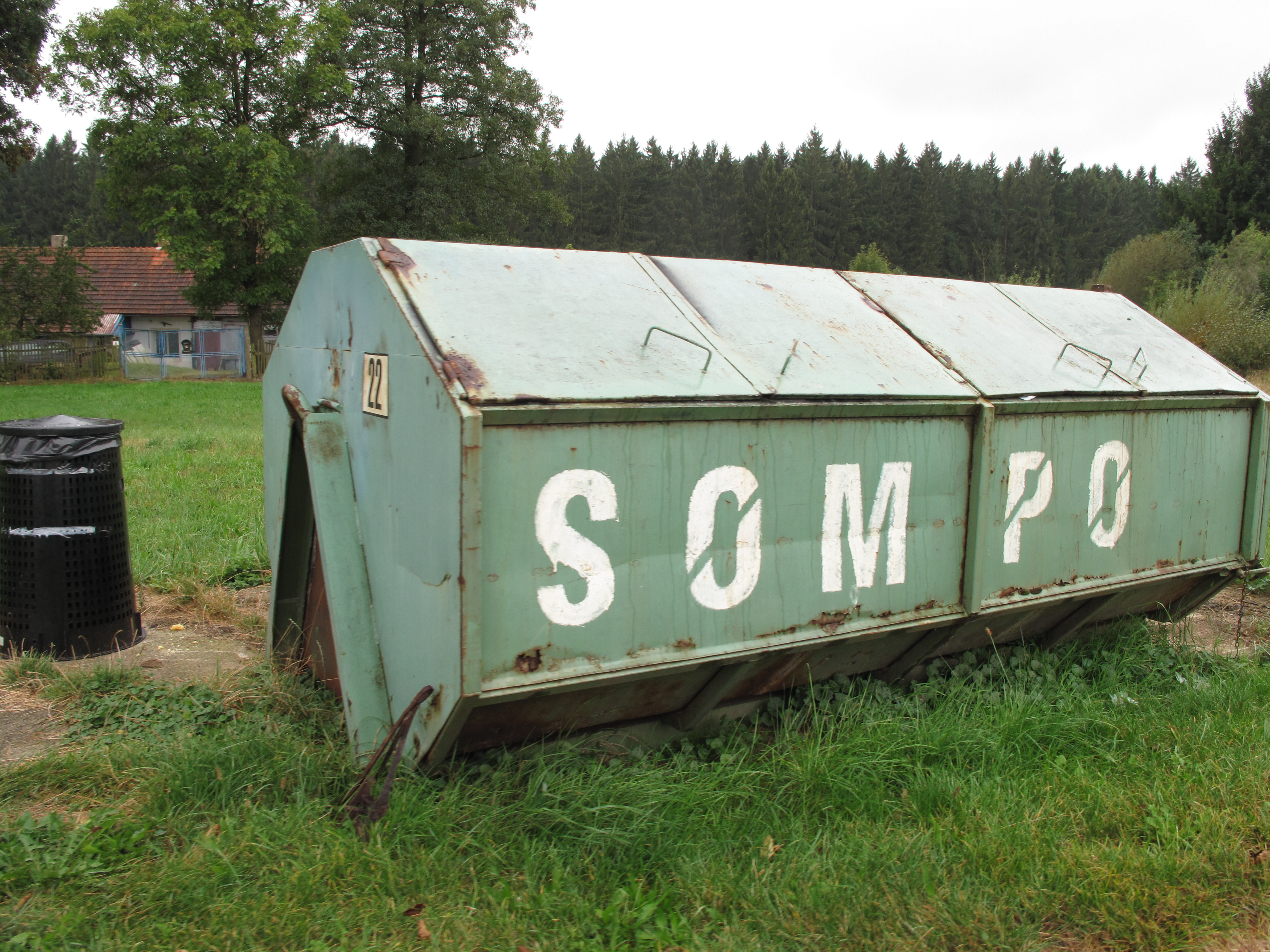
Kontajner
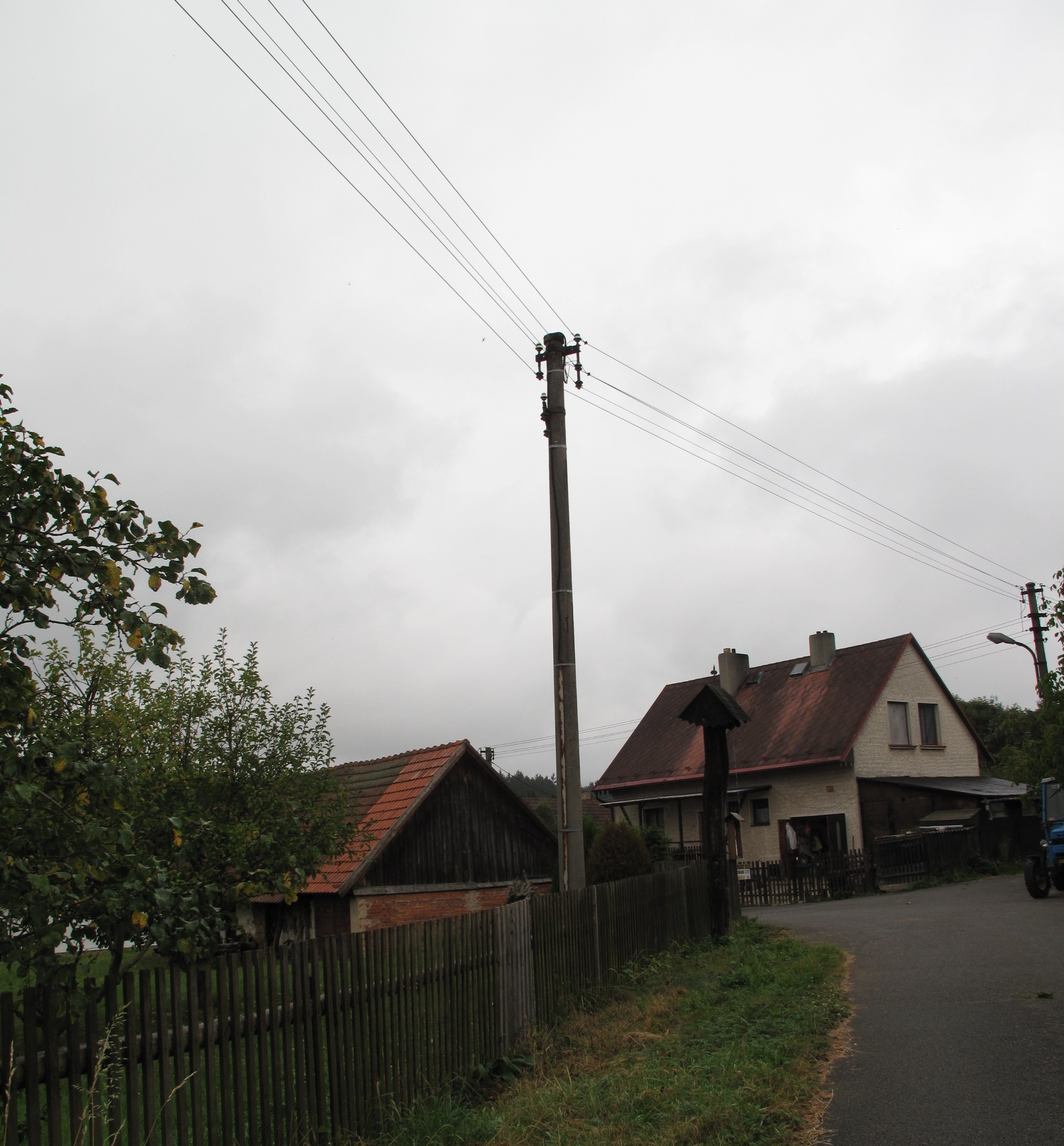
Domy